# Vinohrady nad Váhom
Vinohrady nad Váhom est un village de Slovaquie situé dans la région de Trnava.

## Histoire
Première mention écrite du village en 1958.

## Démographie

### Évolution de la population
| Année:               | 1994. | 2004.   | 2014.   | 2024.   |
| -------------------- | ----- | ------- | ------- | ------- |
| Nombre de personnes: | 1445  | 1515    | 1538    | 1678    |
| Différence:          |       | +4,84 % | +1,51 % | +9,10 % |

| Année:               | 2023. | 2024.   |
| -------------------- | ----- | ------- |
| Nombre de personnes: | 1669  | 1678    |
| Différence:          |       | +0,53 % |